# Wolfgang Meyer (Jurist)
Wolfgang Meyer (* 31. Dezember 1947 in Dortmund) ist ein deutscher Jurist und war von 1987 bis 2013 Richter am Bundessozialgericht.

## Leben
1987 wurde er Richter am Bundessozialgericht und war ab 1996 Vorsitzender des für Renten zuständigen 4. Senats des Gerichtes. Während seiner Zeit im 4. Senat urteilte sein Senat unter anderem zu Rentenansprüchen von DDR-Akademikern, Ingenieuren oder Wissenschaftlern, ehemaligen Reichsbahnern und Postmitarbeitern der DDR. 2007 wurde er als Vorsitzender Richter des 4. Senates abgelöst. Anschließend war er Vorsitzender des für die Unfallversicherung zuständigen 2. Senats des Bundessozialgerichtes. 2013 trat er in den Ruhestand.
Meyer ist Honorarprofessor an der Universität Bochum. Er lehrt dort Sozialrecht.

## Streit um Versetzung in den 2. Senat
Wolfgang Meyer wies das Präsidium schon länger darauf hin, dass der für Rentenrecht 4. Senat, dem er vorsaß, überlastet sei. Ab 2007 wurden Neueingänge zum Rentenrecht dem sachlich ebenfalls zuständigen 5a. Senat zugeteilt. Laut Geschäftsverteilungsplan des Gerichtes vom 1. April 2008 war der 4. Senat dann nicht mehr für Rentensachen zuständig. Wolfgang Meyer vertrat die Auffassung, dass die Versetzung aus dem 4. Senat politischem Druck geschuldet sei. Seine Urteile seien für die Versicherungsträger zu kostspielig geworden. Das Bundessozialgericht wies die Vorwürfe zurück. Die Versetzung habe keine persönlichen Gründe, er selbst habe eine Überlastung mitgeteilt. An dem Verfahren sei ein achtköpfiges Richtergremium beteiligt gewesen, die dann alle zu Gefallen der Rentenversicherung hätten entscheiden müssen. Die Versetzung wurde kritisiert.
Er erhob im Juni 2008 gegen seine Versetzung aus dem 4. Senat Klage vor dem Verwaltungsgericht Kassel und wegen Eingriffs in die richterliche Unabhängigkeit vor dem Bundesverfassungsgericht. Das Bundesverfassungsgericht ließ mit Beschluss vom 12. Juni 2008 die Verfassungsbeschwerde nicht zu, da zunächst der Rechtsweg auszuschöpfen sei. Das Verwaltungsgericht wies am 28. April 2009 die Klage ab. Die Entscheidung unter dem Aktenzeichen 1 K 691/08.KS wurde mit Unzulässigkeit der Klage begründet – ein Widerspruchsverfahren sei nicht durchgeführt worden. Es bestehe, da der angegriffene Geschäftsverteilungsplan keine Gültigkeit mehr besitze, kein Feststellungsinteresse mehr, Meyer habe nicht ausreichend zur Verletzung der richterlichen Unabhängigkeit vorgetragen. Eine derartige Klage eines Richters an einem Bundesgericht ist bislang einmalig.